# فريدريك جونسون (شخصية أعمال)
فريدريك جونسون (بالفرنسية: F. Ross Johnson)‏ (و. 1931 – 2016 م) هو شخصية أعمال كندي، ولد في وينيبيغ، توفي في جوبيتر، فلوريدا، عن عمر يناهز 85 عاماً، بسبب ذات الرئة.

## مناصب
تولى منصب كبير الإداريين التنفيذيين، شركة نابيسكو
- رئيس، R. J. Reynolds Tobacco Company [الإنجليزية]‏.

## التعليم
تعلم في جامعة تورنتو.

## جوائز
حصل على جوائز منها:
- ضابط وسام كندا.